# ماريو تيتو
ماريو تيتو (بالبرتغالية: Mário Tito‏) هو لاعب كرة قدم برازيلي في مركز الدفاع، ولد في 6 نوفمبر 1941 في Bom Jardim, Rio de Janeiro ‏ في البرازيل، وتوفي في 9 مارس 1994 في ريو دي جانيرو في البرازيل. لعب مع نادي بانغو أتلتيكو.

## وصلات خارجية
- ماريو تيتو على موقع ناشيونال فوتبول تيمز (الإنجليزية)